# Xysticus elegans
Xysticus elegans es una especie de araña cangrejo del género Xysticus, familia Thomisidae. Fue descrita científicamente por Keyserling en 1880.

## Apariencia
Xysticus elegans es una araña cangrejo de tamaño mediano. La longitud de su cuerpo se describe como de 8 a 12 mm y de 4 a 5 mm para las hembras y los machos, respectivamente. Muestra un fuerte dimorfismo sexual en tamaño; Los machos de esta especie tienden a tener menos de la mitad del tamaño de las hembras. Tiene un cefalotórax marrón que tiene un área más clara, a veces esta área más clara está delineada en blanco. Tiene una banda de color canela claro a través de la región de los ojos y un abdomen que tiene manchas marrones delineadas en blanco. Tiene patas marrones.
Los fémures y patelas de las hembras de esta especie tienden a ser más pálidos que los de los machos, quienes tienden a tener fémures y patelas casi negros.

## Distribución geográfica
Habita en Canadá y los Estados Unidos.